# Martynizm
Martynizm – ruch filozoficzny i religijny zapoczątkowany w XVIII w. przez teozofa Martinesa de Pasqually'ego i kontynuowany przez Louis-Claude'a de Saint-Martina zwanego Nieznanym Filozofem oraz przez Jean-Baptiste'a Willermoza.
Ruch ten nawiązywał do tradycji gnostycznych i głosił potrzebę reintegracji, czyli powrotu człowieka do stanu sprzed wygnania go z raju. Jest formą mistycznego i ezoterycznego chrześcijaństwa.
Nazwa "martynizm" pochodzi od nazwisk obydwu pierwszych filozofów propagujących ten nurt filozoficzno-religijny.